# Лаас, Мартин
Мартин Лаас (эст. Martin Laas; род. 15 сентября 1993, Вильянди) — эстонский профессиональный шоссейный велогонщик, выступавший c 2020 по 2022 год за команду мирового тура  «Bora-Hansgrohe».

## Карьера
Мартин Лаас в 2018 - 2019 годах выступал за  американскую континентальную  велокоманду  Illuminate, которой принёс в сезоне 2019 года 8 побед, четыре из которых на этапах гонок категории 2.1. С 1 января 2020 года велогонщик присоединяется к команде мирового тура Bora-Hansgrohe.

Мартин Лаас: «Я очень рад присоединиться к команде Bora-hansgrohe. После того, как провёл время в тренировочном лагере с товарищами по команде и персоналом, у меня появилось ощущение, что в Bora-hansgrohe все чувствуют себя как в семье, что бывает не во всех командах. Кроме того, эта команда работает на исключительно профессиональном уровне, является одной из лучших в мире. Для меня самая важная задача на следующий год – с помощью команды адаптироваться к работе на уровне Мирового тура, расти вместе с товарищами по команде и персоналом. Это будет трудно, но, думаю, мне понравится. С нетерпением жду, когда начну помогать моим товарищам по команде во время гонок, сделаю всё, что в моих силах, чтобы помочь им добиться высоких результатов».
За команду Bora-Hansgrohe выступал до конца сезона 2022 года.
В сезоне 2023 года выступал за команду Astana Qazaqstan Team.
C начала 2024 года выступает за команду Ferei Quick-Panda Podium Mongolia Team.

## Достижения
2013
3-й на Чемпионат Эстонии — индивидуальная гонка U23
3-й на Гран-при Риги
2014
4-й на Балтик Чейн Тур
2015
Тур Эстонии
1-й в генеральной классификации
1-й в очковой классификации
1-й в молодёжной классификации
1-й этап
6-й на Чемпионат Европы  — групповая гонка U23
10-й на Тур Яньчэна 
10-й на Кубок Лаги — Трофей Алмар
2017
4-й на Чемпионат Эстонии — групповая гонка
2018
Тур Таиланда
1-й в очковой классификации
4-й, 5-й и 6-й этапы
8-й этап на Тур Японии
Балтик Чейн Тур
4-й в генеральной классификации
1-й этап
2019
Тур Тайюаня
1-й в очковой классификации
2-й, 3-й, 5-й и 6-й этапы
2-й, 4-й и 5-й этапы на Тур Кореи
6-й, 7-й и 11-й этапы на Тур озера Поянху
2-й на Гран-при Минска
4-й на Чемпионат Эстонии — групповая гонка
2020
Тур Словакии
1-й в очковой классификации
1-й и 3-й этапы
2021
2-й этап на Arctic Race of Norway
Тур Эстонии
2-й в генеральной классификации
1-й в очковой классификации
2-й этап
2022
Балтик Чейн Тур
2-й в генеральной классификации
1-й в очковой классификации
2-й и 4-й этапы
2023
Тур Сакарьи
1-й в генеральной классификации
2-й этап